# 櫻新町
櫻新町（日语：／ Sakura-shimmachi */?）是東京都世田谷區的町名。現行行政地名為櫻新町一丁目及櫻新町二丁目。郵遞區號為154-0015。人口有6,487人（2013年9月1日）。屬玉川地域。

## 地理
東急田園都市線櫻新町站南側為櫻新町一丁目，北側為櫻新町二丁目。廣義上是指以櫻新町站為中心的區域。站前商店林立，往弦卷、深澤，新町等方向為住宅地。
隨著公寓建設浪潮的興起，平成時期人口快速增長，古時櫻新町一丁目為田地，櫻新町二丁目多町工場，現在仍可從站前的世田谷目黑農業協同組合等感受歷史的痕跡。
深澤七丁目、深澤八丁目的櫻花木稱為櫻之隧道，記載於1933年（昭和8年）發行的『玉川電車名所圖會』。

## 歷史
新町一帶在萬治年間（1658年 -1660年）開拓為農地，後從武藏國荏原郡世田谷村（彦根藩領）獨立為世田谷新町村。
新町在1912年（明治45年）至1913年（大正2年），由東京信託株式會社（現日本不動産）開發為關東第一個高級別墅用地「新町分讓地」。此時在現在深澤七丁目、深澤八丁目通往開發地的道路旁種植染井吉野櫻作為路道樹。

### 地名由來
櫻新町最早出現在1932年（昭和7年）東急玉川線的站名。1941年（昭和16年），附近的東京府立十一高女學校改稱東京府立櫻町高女學校（現東京都立櫻町高等學校），因此也稱作櫻町。
1968年（昭和43年）實施住居表示，此地脫離新町，在舊町名「新町」前冠上「櫻」成為櫻新町。

### 海螺小姐之鎮
昭和時期，漫畫《海螺小姐》原作者長谷川町子居住於此。靠近國道246號的7-Eleven在以前是名為「三河屋」的酒店，為漫畫中「三河屋」的原型。櫻新町一丁目的長谷川町子美術館則展出《海螺小姐》的原畫與長谷川姊妹收藏的美術品。櫻新町站與美術館之間的道路稱為「海螺小姐通」（サザエさん通り），公共空間還設有海螺小姐的插畫，因此有「海螺小姐之町」之稱。

### 集團就職浪潮發源地
在高度經濟成長期，勞工短缺。1952年（昭和27年）左右，櫻新町商店會提議由地方商店街積極展開招募活動，並透過澀谷公共職業安定所向新潟縣提出申請，當時被形容為「金蛋」的年輕人們只要應徵就可就業。這個成功案例開啟了之後的集團就職浪潮。

### 年表
- 1907年（明治40年）4月1日：玉川電氣鐵道新町（後來的櫻新町）停留所與弦卷（後來的新町）停留所開業。
- 1912年（明治45年）：關東最早的高級別墅用地「新町分讓地」開始建造[2]。
- 1913年（大正2年）：「新町分讓地」完成[2]。因此地種植的櫻花樹廣受好評，導致後來町名的變更[2]。
- 1932年（昭和7年）左右：本地形成商店街[2]。
- 1951年（昭和26年）：櫻新町商店會組合成立[2]。
- 1952年（昭和27年）：此時，櫻新町商店街開始準備接收高度經濟成長期的集團就職者[2]。這項活動的成功帶動了之後的集團就職浪潮[2]。此外，青森發車至上野的集團就職列車在1954年（昭和29年）4月5日開始運行。
- 1955年（昭和30年）：櫻新町商店街開始接受集團就職者，是日本首次實現集團就職制度[2]。並為第1回的留宿店員開設店員教室[2]。
- 1969年（昭和44年）5月10日：玉川線廢止，櫻新町站廢止。
- 1970年（昭和45年）11月19日：櫻新町一丁目的長谷川町子住家發生火災。
- 1971年（昭和46年）
  - 3月：櫻新町商店會組合解散[2]。
  - 5月：櫻新町商店街振興組合成立。設置路燈68座。[2]
- 1977年（昭和52年）[4月7日：東急新玉川線通車，櫻新町站再開。
- 1985年（昭和60年）11月3日：櫻新町的長谷川町子美術館開館[2]。美術館前的道路因此稱作「海螺小姐通」，美術館對此開此提出命名申請[2]。
- 1987年（昭和62年）7月25日：長谷川町子美術館前的道路命名為「海螺小姐通」。增設路燈135座。[2]
- 1993年（平成5年）11月：大丸Peacock開店[2]。
- 2000年（平成12年）8月6日：新玉川線與田園都市線整合，為田園都市線櫻新町站。
- 2004年（平成16年）
  - 3月：「海螺小姐通」購物步道竣工[2]。
  - 9月11日- 12日：舉行櫻新町商店街50周年紀念祭[2]。

#### 行政區劃變遷
- 萬治年間（1658年- 1660年）：自武藏國荏原郡世田谷村獨立，為世田谷新町村[2]。
- 1889年（明治22年）4月1日：東京府荏原郡世田谷新町村與其他村合併為駒澤村。為同村大字世田谷新町[2]。
- 1925年（大正14年）：大字世田谷新町改稱大字新町[2]。
- 1932年（昭和7年）10月1日 - 東京府荏原郡編入東京市，成立世田谷區。町名為新町。
- 1943年（昭和18年）7月1日：東京府與東京市實施都制，東京都成立，此地為東京都世田谷區新町。
- 1968年（昭和43年）：住居表示施行，櫻新町脫離舊新町成立[2]。

## 活動
櫻新町的「櫻花祭」在櫻花花期舉行，每年的固定節目包括了定居本町的歌手水前寺清子的演唱，與鄰近此地的日本體育大學加油隊（エッサッサ）表演。站前道路種植的「染井吉野櫻」是本地象徵。
- 美味〜!祭（うめぇ〜!まつり ）：2月，櫻新町商店街主辦。
- 櫻花祭 ：4月，櫻新町商店街主辦。
- 海螺小姐祭 ：7月，櫻新町商店街主辦。
- 櫻新町睡魔祭 ：9月，櫻新町商店街主辦。

## 備註
1. ↑  .   [2013-10-01]. （原始内容存档于2014-07-19）.
2. 1 2 3 4 5 6 7 8 9 10 11 12 13 14 15 16 17 18 19 20 21 22 23 24 25  ずっ〜と元気!! 桜新町（桜新町商店街50周年記念誌）
3. ↑  日付は就職者の受け入れ準備が始まった時期であり，それに先立つ求人募集は，時期不明ながらそれより少し前である。
4. 1 2  テレビ東京系列番組『空から日本を見てみよう』「立入禁止區域からみる上野・アメ横　発展の歴史」，2011年8月25日放送回。

## 外部連結
- . （官方網站）. 桜新町商店街.   [2011-08-26]. （原始内容存档于2021-03-14）.
- (PDF). （官方網站）. 桜新町商店街振興組合. 2005  [2011-08-26]. （原始内容存档 (PDF)于2021-02-06）.